# Średniak (Masyw Śnieżnika)
Średniak (dawniej niem. Mittelberg) – góra ze szczytem na wysokości 1210 m n.p.m. znajdująca się w Masywie Śnieżnika, w Sudetach, na terenie Śnieżnickiego Parku Krajobrazowego.

## Geografia
Średniak jest okazałą kulminacją grzbietu Śnieżnika odchodzącą w kierunku WNW przez Halę pod Śnieżnikiem oraz bezimienną kulminacje o wysokości 1185 m n.p.m. Od Śnieżnika oddziela go Przełęcz Śnieżnicka.

## Geologia
Szczyt i wschodnia część masywu zbudowana jest z łupków łyszczykowych serii strońskiej, natomiast zachodnie zbocza z gnejsów śnieżnickich. Zbocza kulminacji opadają stromo do doliny Wilczki po północnej stronie oraz Czarnej po stronie południowej i zachodniej. Na szczycie okazałe wychodnie skał i miejscami dość rozległe gołoborza.

## Przyroda
Dawniej porośnięty był górnoreglowym i dolnoreglowym lasem, który uległ całkowitemu zniszczeniu wskutek klęski ekologicznej w latach 80. XX w. Obecnie zalesienia pozostały tylko gdzieniegdzie w dolnych partiach stoków. Od lat 70. XX w. w rejonie Średniaka zadomowiły się kozice Rupicapra rupicapra, które przywędrowały tam z rejonu czeskiego Wysokiego Jesionika. Kierdel liczy kilkanaście osobników i jest to jedyna ostoja tych zwierząt w Polsce poza Tatrami.

## Turystyka
Przez Średniaka przechodzi  Główny Szlak Sudecki z Międzygórza do schroniska PTTK „Na Śnieżniku”.